# انگلیش الکتریک
انگلیش الکتریک (انگلیسی: English Electric) یک شرکت صنعتی واقع در انگلستان بود که بعد از آتش‌بس ۱۱ نوامبر ۱۹۱۸ در جنگ جهانی اول با ادغام تعدادی از شرکت‌های تولیدکننده مهمات در زمان جنگ تشکیل شد.
این شرکت ابتدا در حوزه موتور الکتریکی، ترانسفورماتور، لوکوموتیو و , موتور دیزل و توربین بخار فعالیت می‌کرد، اما بعداً وارد صنایع ساخت لوازم الکترونیکی مصرفی، رآکتورهای هسته‌ای، موشک، هواپیمای نظامی و بزرگ‌رایانه نیز شد.